# Sem Verbeek
Sem Verbeek (Amsterdam, 12 april 1994) is een Nederlands tennisser. Hij is een Wimbledon-winnaar in het gemengd dubbelspel van 2025.

## Carrière
Verbeek won zijn eerste challenger in 2018 aan de zijde van Marc-Andrea Hüsler. In 2019 won hij er twee samen met André Göransson en in 2020 een samen met Harri Heliövaara. In 2021 verloor hij samen met Hunter Reese zijn eerste ATP-finale op de ATP Los Cabos, hij won ook twee challengers. In 2022 won hij samen met landgenoot Robin Haase twee challengers.
In het mannendubbelspel op het Australian Open 2025 bereikte hij met de Zweed André Göransson de halve eindstrijd. In juli won hij verrassend samen met Kateřina Siniaková de finale van het gemengd dubbelspel op Wimbledon; het duo was ongeplaatst en had nog nooit eerder samengespeeld. Verbeek is, na Betty Stöve, de tweede Nederlander die een gemengddubbelspeltitel heeft gewonnen op Wimbledon.

## Palmares
| Legenda               |
| --------------------- |
| Grand Slam            |
| Olympische Spelen     |
| ATP Finals            |
| ATP Tour Masters 1000 |
| ATP Tour 500          |
| ATP Tour 250          |

### Finaleplaatsen enkelspel
geen

### Finaleplaatsen mannendubbelspel
| Nr.                  | Datum            | Toernooi        | Ondergrond    | Partner            | Tegenstander in finale                       | Score             |         |
| -------------------- | ---------------- | --------------- | ------------- | ------------------ | -------------------------------------------- | ----------------- | ------- |
| gewonnen finales     |                  |                 |               |                    |                                              |                   |         |
| geen                 |                  |                 |               |                    |                                              |                   |         |
| verloren finales     |                  |                 |               |                    |                                              |                   |         |
| 1.                   | 25 juli 2021     | ATP Los Cabos   | Hardcourt     | Hunter Reese       | John Isner Hans Hach Verdugo                 | 7-5, 2-6, [4-10]  | details |
| gewonnen challengers |                  |                 |               |                    |                                              |                   |         |
| 1.                   | 15 juli 2018     | Winnipeg        | Hardcourt     | Marc-Andrea Hüsler | Marcel Granollers Gerard Granollers Pujol    | 6-7, 6-3, [14-12] |         |
| 2.                   | 28 juli 2019     | Granby          | Hardcourt     | André Göransson    | Zhe Li Hugo Nys                              | 6-2, 6-4          |         |
| 3.                   | 8 september 2019 | Cassis          | Hardcourt     | André Göransson    | Sander Arends David Pel                      | 7-6, 4-6, [11-9]  |         |
| 4.                   | 2 februari 2020  | Burnie          | Hardcourt     | Harri Heliövaara   | Luca Margaroli Andrea Vavassori              | 7-6, 7-6          |         |
| 5.                   | 14 maart 2021    | Sint-Petersburg | Hardcourt (i) | Jesper de Jong     | Konstantin Kravtsjoek Denis Jevsejev         | 6-1, 3-6, [10-5]  |         |
| 6.                   | 23 mei 2021      | Oeiras          | Gravel        | Hunter Reese       | Sadio Doumbia Fabien Reboul                  | 4-6, 6-4, [10-7]  |         |
| 7.                   | 3 juli 2022      | Lüdenscheid     | Gravel        | Robin Haase        | Fabian Fallert Hendrik Jebens                | 6-2, 5-7, [10-3]  |         |
| 8.                   | 17 juli 2022     | Amersfoort      | Gravel        | Robin Haase        | Nicolás Barrientos Miguel Ángel Reyes-Varela | 6-4, 3-6, [10-7]  |         |
| 9.                   | 26 februari 2023 | Rome            | Hardcourt (i) | Luke Johnson       | Gabriel Décamps Alex Rybakov                 | 6-2, 6-2          |         |
| 10.                  | 20 mei 2023      | Oeiras          | Gravel        | Luke Johnson       | Jaime Faria Henrique Rocha                   | 6-7, 7-5, [10-6]  |         |
| 11.                  | 5 november 2023  | Charlottesville | Hardcourt     | John-Patrick Smith | Denis Kudla Thai-Son Kwiatkowski             | 3-6, 6-3, [10-5]  |         |
| 12.                  | 19 november 2023 | Champaign       | Hardcourt     | John-Patrick Smith | Lucas Horve Oliver Okonkwo                   | 6-2, 7-6          |         |

### Finaleplaatsen gemengd dubbelspel
| nr.              | finale     | toernooi  | ondergrond | partner            | tegenstanders               | score    |         |
| ---------------- | ---------- | --------- | ---------- | ------------------ | --------------------------- | -------- | ------- |
| gewonnen finales |            |           |            |                    |                             |          |         |
| 1.               | 2025-07-10 | Wimbledon | gras       | Kateřina Siniaková | Luisa Stefani Joe Salisbury | 7-6, 7-6 | details |
| verloren finales |            |           |            |                    |                             |          |         |
| geen             |            |           |            |                    |                             |          |         |

## Resultaten grandslamtoernooien
| Legenda | Legenda                          |
| ------- | -------------------------------- |
| g.t.    | geen toernooi gehouden           |
| l.c.    | lagere categorie                 |
| –       | niet deelgenomen                 |
| G       | uitgeschakeld in de groepsfase   |
| 1R      | uitgeschakeld in de eerste ronde |
| 2R      | uitgeschakeld in de tweede ronde |
| 3R      | uitgeschakeld in de derde ronde  |
| 4R      | uitgeschakeld in de vierde ronde |
| KF      | uitgeschakeld in de kwartfinale  |
| HF      | uitgeschakeld in de halve finale |
| F       | de finale verloren               |
| W       | het toernooi gewonnen            |
| w-v     | winst/verlies-balans             |

### Enkelspel
geen deelname

### Mannendubbelspel
| toernooi        | 2024 | 2025 |
| --------------- | ---- | ---- |
| Australian Open | –    | HF   |
| Roland Garros   | 1R   | 2R   |
| Wimbledon       | 2R   | 1R   |
| US Open         | 2R   |      |

### Gemengd dubbelspel
| toernooi        | 2025 |
| --------------- | ---- |
| Australian Open | –    |
| Roland Garros   | 1R   |
| Wimbledon       | W    |
| US Open         |      |